# Aleksandr Vasil'evič Kosarev
Aleksandr Vasil'evič Kosarev, secondo alcune fonti Kosarëv (in russo Алекса́ндр Васи́льевич Ко́сарев? o Косарёв; Mosca, 14 novembre 1903, 1º novembre del calendario giuliano – Mosca, 23 febbraio 1939), è stato un politico sovietico.

## Biografia
Servì nell'Armata Rossa durante la guerra civile russa e fu membro del Partito comunista bolscevico dal 1919. Dal 1920 ebbe, tra Mosca e Leningrado, ruoli dirigenziali all'interno del Komsomol, di cui fu segretario tra il 1927 e il 1929 e poi Segretario generale dal 1929 al 1938, dopo aver fatto parte nel 1924 del Comitato esecutivo dell'organizzazione giovanile del Komintern. Fu membro della Commissione centrale di controllo del Partito bolscevico dal 1927 al 1930 e dell'Orgburo e del Comitato centrale dal 1934 al novembre del 1938, quando venne arrestato e successivamente giustiziato nell'ambito delle Grandi purghe. Fu riabilitato a metà anni cinquanta sulla base delle indagini condotte dalla commissione Pospelov sul sistema ripressivo instaurato da Stalin.